# 毛穆之
毛穆之（？—？），字憲祖，小字虎生，滎陽陽武人。因與哀靖皇后王穆之同名而稱字，後又因權臣桓溫母親孔氏名字有「憲」字而再稱小字。故此史書中有稱毛憲祖和毛虎生替代其名。東晉將領毛寶的長子，自己亦是東晉將領，曾協助桓溫北伐和參與多場東晉與前秦的戰事。

## 生平

### 輔助庾翼
毛穆之果敢堅毅，有父親毛寶之風。被安西將軍庾翼任用為參軍。毛寶於咸康五年（339年）戰死後，　毛穆之承襲州陵侯爵位。建元二年（344年），晉康帝與庾冰相繼逝世，庾翼回鎮夏口並接管庾冰的部眾，留長子庾方之為建武將軍，代其守襄陽。因庾方之年輕，庾翼要選可信賴的將領輔助他，如此就選了毛穆之為建武司馬。永和元年（345年）庾翼死後，將領干瓚及戴羲等作亂，毛穆之與江虨及朱燾聯手平定。同年朝廷以桓溫接任荊州刺史，毛穆之又任其參軍。

### 參與北伐
永和三年（347年），桓溫攻滅成漢，毛穆之亦有隨軍。不久遷任揚武將軍、穎川太守。永和十二年（356年），隨桓溫北伐，再次收復洛陽。同年桓溫表謝尚為都督司州諸軍事，駐鎮洛陽，不久班師回荊州，留毛穆之等人留守守衞洛陽並等待謝尚。升平初年遷督寧州諸軍事、揚威將軍、寧州刺史。升平四年，桓溫被封為南郡公，因毛穆之受封的州陵縣在南郡，故此改封為建安侯，並再任桓溫的參軍，加冠軍將軍。
太和四年（369年），桓溫再度北伐，進攻前燕，毛穆之監察鑿開河道的工程，成功引水令桓溫水軍進入黃河。同年桓溫撤退，留毛穆之以本官督東燕四郡軍事，領東燕太守。同年豫州刺史袁真以壽春叛歸前燕，毛穆之以冠軍將軍領淮南郡太守，守歷陽。太和六年（371年），桓溫攻陷壽春，袁真餘眾潰散，毛穆之則督揚州之江西軍事，領陳郡太守以作安撫。及後改督揚州之義成、荊州五郡、雍州之京兆軍事、襄陽、義成、河南三郡太守。不久進領梁州刺史。但不久就因病解職，以冠軍將軍身份徵還。

### 助守國境
寧康元年（373年），前秦進攻蜀地，梁州刺史楊亮及益州刺史周仲孫都不能抵抗前秦的攻勢，各自都棄州退走，周仲孫亦因益州失守而被免官。桓沖於是讓毛穆之假節督梁州之三郡軍事、右將軍、西蠻校尉、益州刺史、領建平太守，戍守巴郡。毛穆之隨後便與兒子毛球領兵攻伐前秦，但到巴西郡時就因缺糧而退屯巴東郡。太元二年（377年）獲桓豁表監沔北軍事。
太元三年（378年），前秦將領彭超進攻彭城，毛穆之假節監江北軍事，鎮守廣陵，及後即遷宣城內史，鎮守姑孰，領五萬兵在當地抵禦前秦軍。太元四年（379年），兗州刺史謝玄率兵救援彭城，成功令留守彭城的沛郡太守戴逯安全撤出彭城，然而彭城還是被前秦奪去。毛穆之在謝玄出兵後受詔改受荊州刺史桓沖節度，桓沖於是命毛穆之遊軍沔中，支援被困於襄陽的朱序。但同月襄陽陷落，朱序被俘。毛穆之又領三萬兵進攻巴郡，派趙福、袁虞率水軍沿江西上，以圖救援被圍於魏興的吉挹，但趙福等人被前秦擊敗，毛穆之退屯巴東郡，而魏興後亦被前秦所攻陷。
毛穆之及後病死，朝廷追贈中軍將軍，諡號為烈。

## 子女
- 毛珍，毛穆之子，官至天門太守。
- 毛璩，毛穆之子，毛穆之諸子中最為知名，官至益州刺史，後被譙縱所殺。
- 毛球，毛穆之子，梓潼太守。
- 毛璠，毛穆之子。
- 毛瑾，毛穆之子，官至梁秦二州刺史，後被譙縱所殺。
- 毛瑗，毛穆之子，官至寧州刺史，後被譙縱所殺。